# Terres-de-Haute-Charente
Terres-de-Haute-Charente est une commune française située dans le département de la Charente, en région Nouvelle-Aquitaine
Elle a été créée le 1er janvier 2019. Ville de la Charente limousine connue pour son industrie tuilière depuis le XIXe siècle, elle héberge le plus grand centre de production d'Europe au village de Roumazières.

## Géographie

### Communes limitrophes
Les communes limitrophes sont Saint-Laurent-de-Céris, Saint-Claud, Nieuil, Ambernac, Suaux, Cherves-Châtelars, Lésignac-Durand, Saint-Quentin-sur-Charente, Exideuil-sur-Vienne et Manot.
| Saint-Laurent-de-Céris, Saint-Claud | Ambernac                 | Manot                                       |
| Nieuil                              | Terres-de-Haute-Charente | Exideuil-sur-Vienne                         |
| Suaux                               | Cherves-Châtelars        | Saint-Quentin-sur-Charente, Lésignac-Durand |

## Urbanisme

### Typologie
Au 1er janvier 2024, Terres-de-Haute-Charente est catégorisée commune rurale à habitat dispersé, selon la nouvelle grille communale de densité à 7 niveaux définie par l'Insee en 2022.
Elle est située hors unité urbaine et hors attraction des villes,.

### Risques majeurs
Le territoire de la commune de Terres-de-Haute-Charente est vulnérable à différents aléas naturels : météorologiques (tempête, orage, neige, grand froid, canicule ou sécheresse) et séisme (sismicité faible). Il est également exposé à deux risques technologiques,  le transport de matières dangereuses et la rupture d'un barrage, et à un risque particulier : le risque de radon. Un site publié par le BRGM permet d'évaluer simplement et rapidement les risques d'un bien localisé soit par son adresse soit par le numéro de sa parcelle.

#### Risques naturels

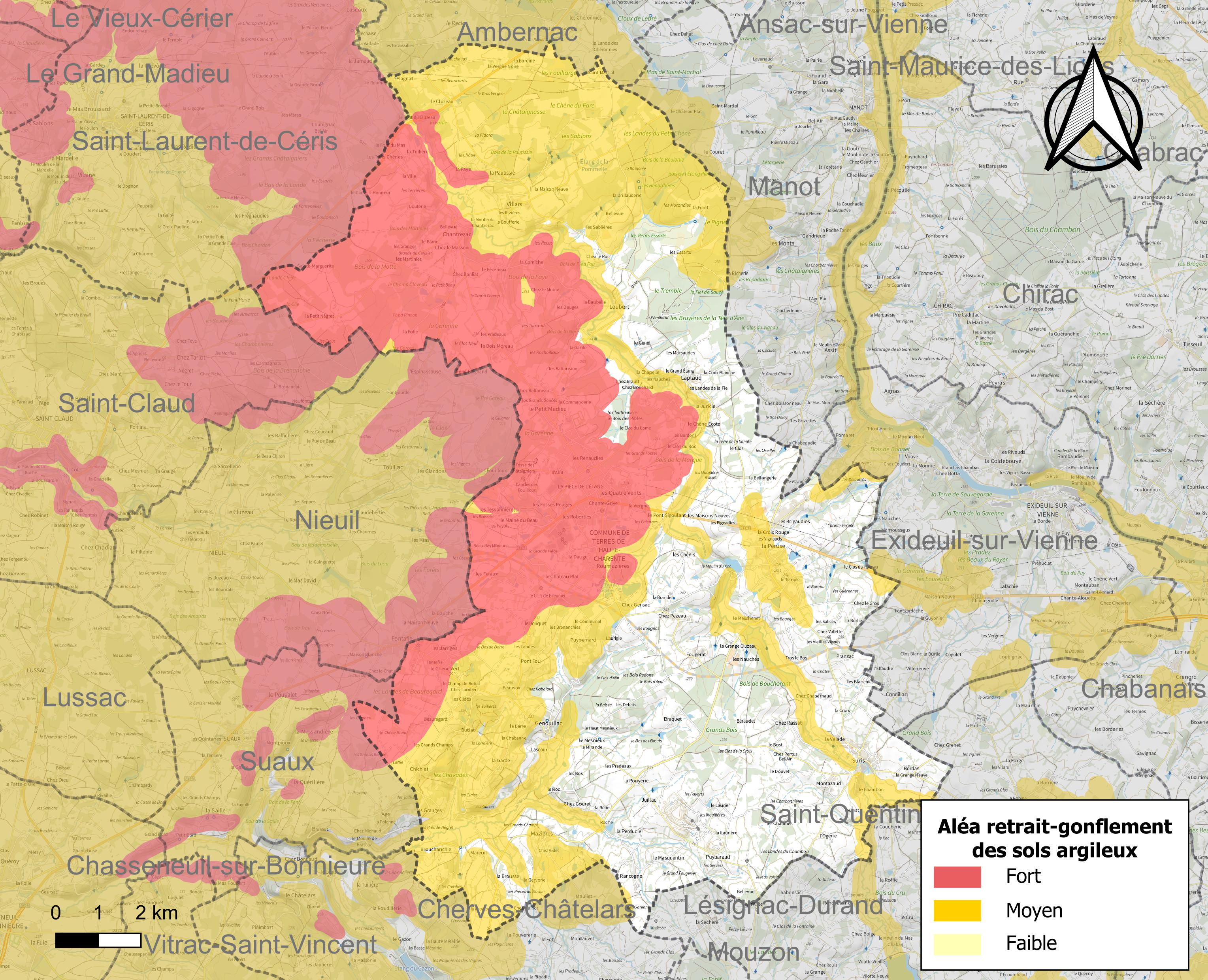
Carte des zones d'aléa retrait-gonflement des sols argileux de Terres-de-Haute-Charente.

Le retrait-gonflement des sols argileux est susceptible d'engendrer des dommages importants aux bâtiments en cas d’alternance de périodes de sécheresse et de pluie. 61,9 % de la superficie communale est en aléa moyen ou fort (67,4 % au niveau départemental et 48,5 % au niveau national). Sur les 2 313 bâtiments dénombrés sur la commune en 2019,  1 897 sont en aléa moyen ou fort, soit 82 %, à comparer aux 81 % au niveau départemental et 54 % au niveau national. Une cartographie de l'exposition du territoire national au retrait gonflement des sols argileux est disponible sur le site du BRGM,.
Par ailleurs, afin de mieux appréhender le risque d’affaissement de terrain, l'inventaire national des cavités souterraines permet de localiser celles situées sur la commune.
La commune a été reconnue en état de catastrophe naturelle au titre des dommages causés par les inondations et coulées de boue survenues en 1982, 1983, 1999, 2016 et 2018. Concernant les mouvements de terrains, la commune a été reconnue en état de catastrophe naturelle au titre des dommages causés par la sécheresse en 1989, 2003 et 2011 et par des mouvements de terrain en 1999.

#### Risques technologiques
Le risque de transport de matières dangereuses sur la commune est lié à sa traversée par une ou des infrastructures routières ou ferroviaires importantes ou la présence d'une canalisation de transport d'hydrocarbures. Un accident se produisant sur de telles infrastructures est susceptible d’avoir des effets graves sur les biens, les personnes ou l'environnement, selon la nature du matériau transporté. Des dispositions d’urbanisme peuvent être préconisées en conséquence.
La commune est en outre située en aval du barrage de Mas Chaban, un ouvrage de classe A. À ce titre elle est susceptible d’être touchée par l’onde de submersion consécutive à la rupture de cet ouvrage.

#### Risque particulier
Dans plusieurs parties du territoire national, le radon, accumulé dans certains logements ou autres locaux, peut constituer une source significative d’exposition de la population aux rayonnements ionisants. Certaines communes du département sont concernées par le risque radon à un niveau plus ou moins élevé. Selon la classification de 2018, la commune de Terres-de-Haute-Charente est classée en zone 3, à savoir zone à potentiel radon significatif.

## Histoire
Le 1er janvier 2019 est née la commune par fusion des communes de Genouillac, Mazières, La Péruse, Roumazières-Loubert et Suris. La création est actée par un arrêté préfectoral du 28 septembre 2018.

## Politique et administration

### Administration municipale
| Nom                         | Code Insee | Intercommunalité         | Superficie (km2) | Population (dernière pop. légale) | Densité (hab./km2) |
| --------------------------- | ---------- | ------------------------ | ---------------- | --------------------------------- | ------------------ |
| Roumazières-Loubert (siège) | 16192      | CC de Charente Limousine | 46,59            | 2 494 (2016)                      | 54                 |
| Genouillac                  | 16149      | CC de Charente Limousine | 14,59            | 612 (2016)                        | 42                 |
| Mazières                    | 16214      | CC de Charente Limousine | 5,87             | 103 (2016)                        | 18                 |
| La Péruse                   | 16259      | CC de Charente Limousine | 8,52             | 523 (2016)                        | 61                 |
| Suris                       | 16376      | CC de Charente Limousine | 11,08            | 250 (2016)                        | 23                 |

### Liste des maires
| Période         | Période     | Identité           | Étiquette | Qualité                                                     |
| --------------- | ----------- | ------------------ | --------- | ----------------------------------------------------------- |
| 15 janvier 2019 | 24 mai 2020 | Jean-Michel Dufaud | SE-DVG    | Cadre commercial Maire de Roumazières-Loubert (2008 → 2018) |
| 25 mai 2020     | en cours    | Sandrine Précigout | PS-DVG    | Profession libérale                                         |

### Intercommunalité
La commune nouvelle fait partie de la communauté de communes de Haute-Charente.

### Politique environnementale
Dans son palmarès 2024, le Conseil national de villes et villages fleuris de France a attribué deux fleurs à la commune.

## Lieux et monuments

### Patrimoine civil
- Château de Peyras : très remanié, conserve une aile et une tour d'angle tronconique du XVe siècle.
- Château de Chambes
- Motte féodale de Loubert

### Patrimoine religieux
- Église Saint-Jean-Baptiste de Loubert
- Église Saint-Martial de Chantrezac
- Église Saint-Christophe de Roumazières
- Chapelle Sainte-Croix du Petit-Madieu : avec le Grand-Madieu et le Chambon, elle a fait partie d'une importante commanderie
- Chapelle de Laplaud
- Chapelle Notre-Dame-de-l'Espérance
- Église paroissiale Saint-Martial de Genouillac : édifice roman du XIIe siècle (nef), mais le chœur a été refait au XVe siècle[20].
- Église paroissiale Saint-Sulpice de Mazières
- Fontaine de dévotion Saint-Sulpice (Mazières)
- Église Saint-Pierre de La Péruse : le clocher est visible de loin, elle est inscrite aux monuments historiques depuis 1980[21]. Son autel avec tabernacle en bois sculpté et peint datant du XIXe siècle est inscrit monument historique à titre objet depuis 1994[22].
- Église paroissiale Saint-Genis de Suris : contient une chaire en bois sculpté du début du XIXe siècle inscrite monument historique au titre objet depuis 1994[23].
- Chapelle Saint-Jean-Baptiste de Berodeix

Les monuments de Terres-de-Haute-Charente
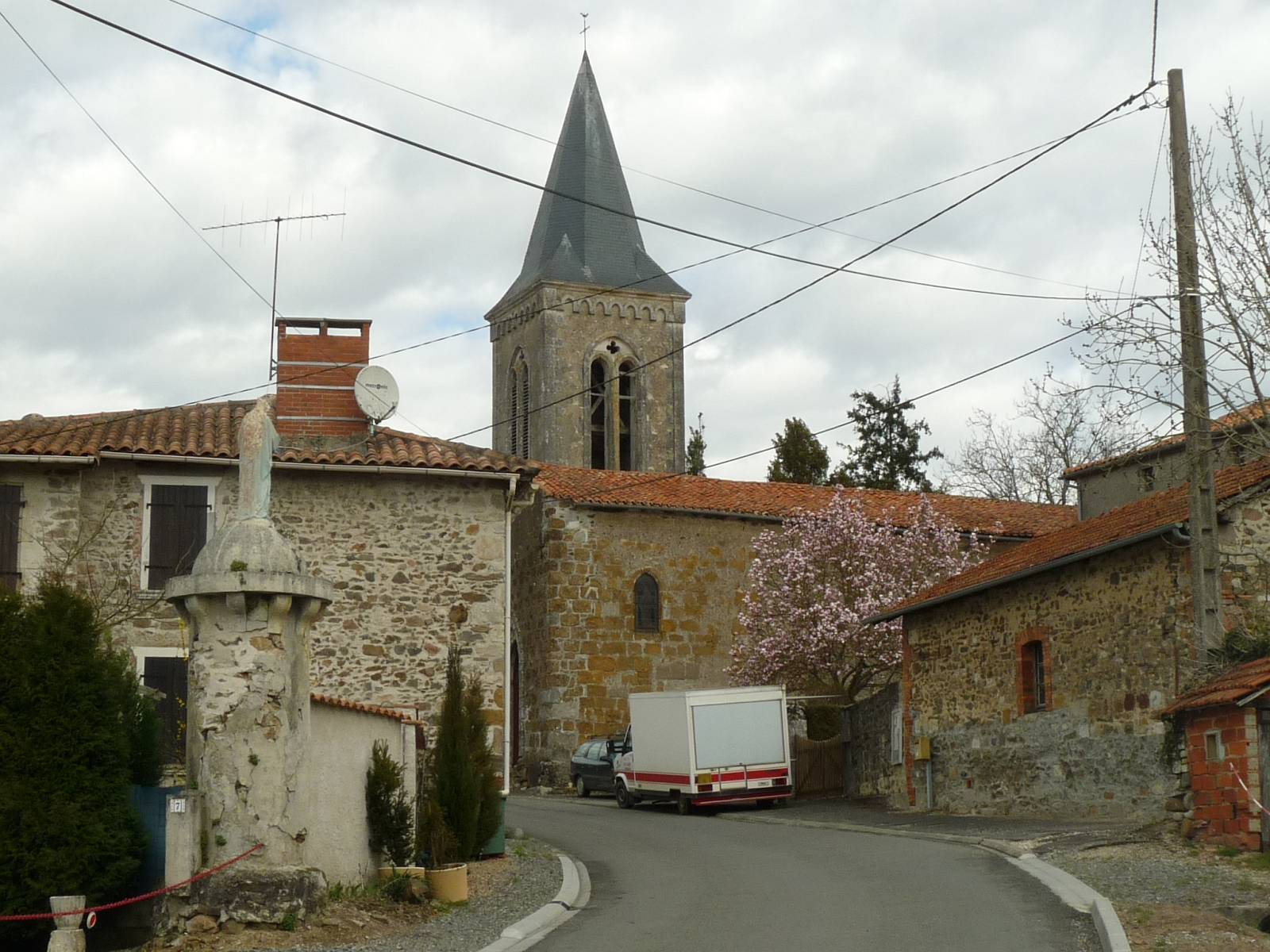
L'église de Loubert.
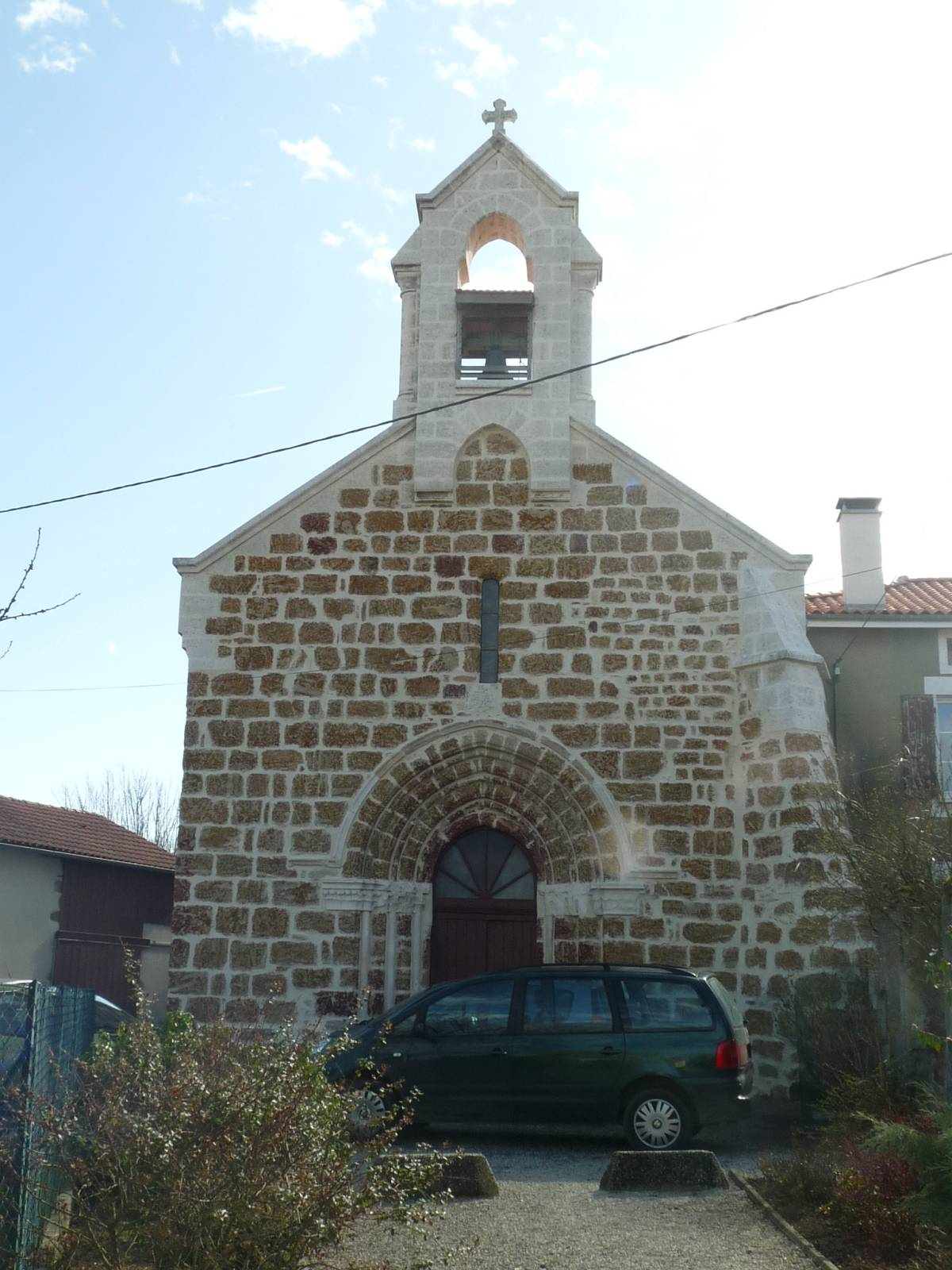
La chapelle de Roumazières.
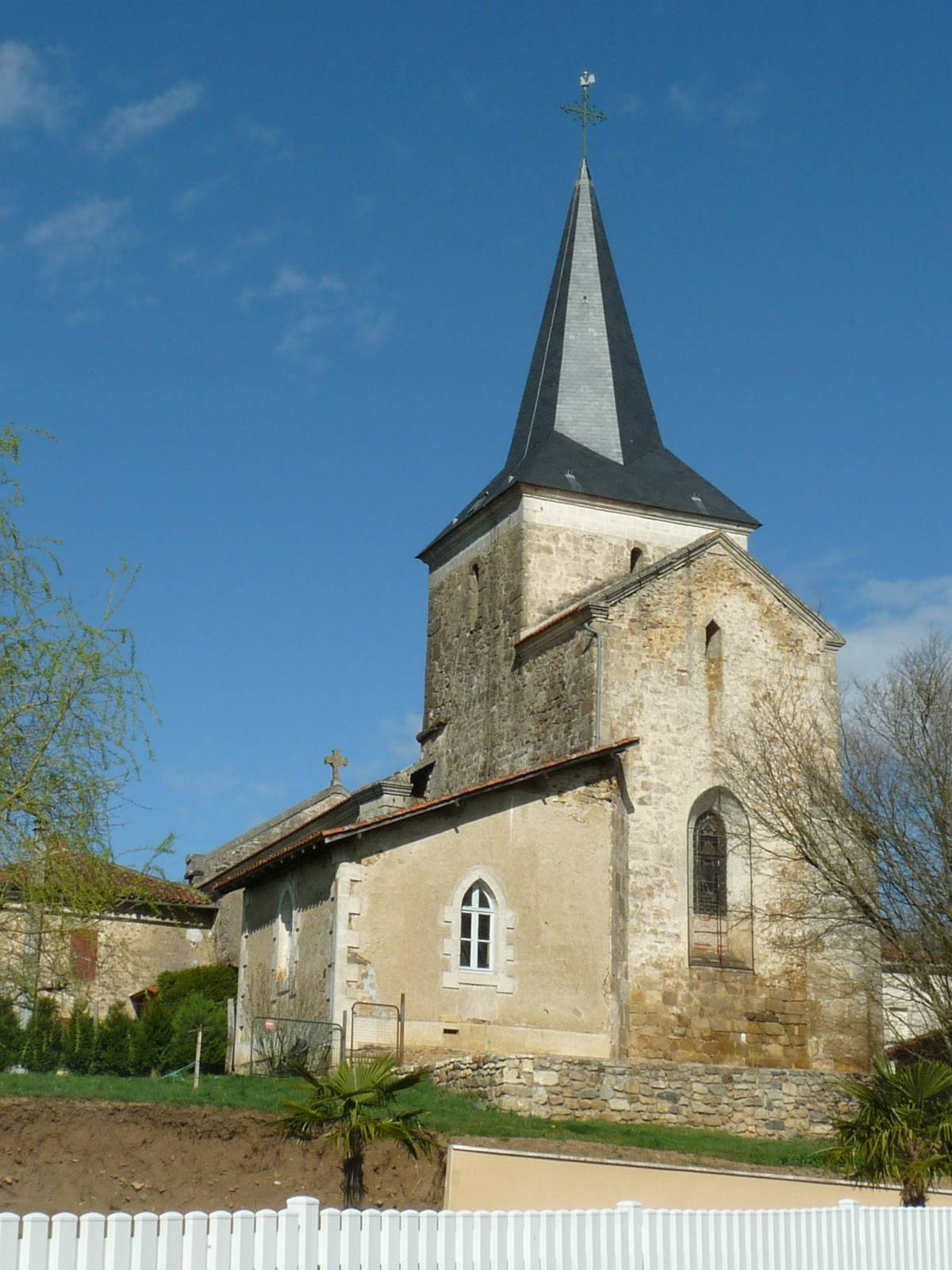
L'église de Genouillac.
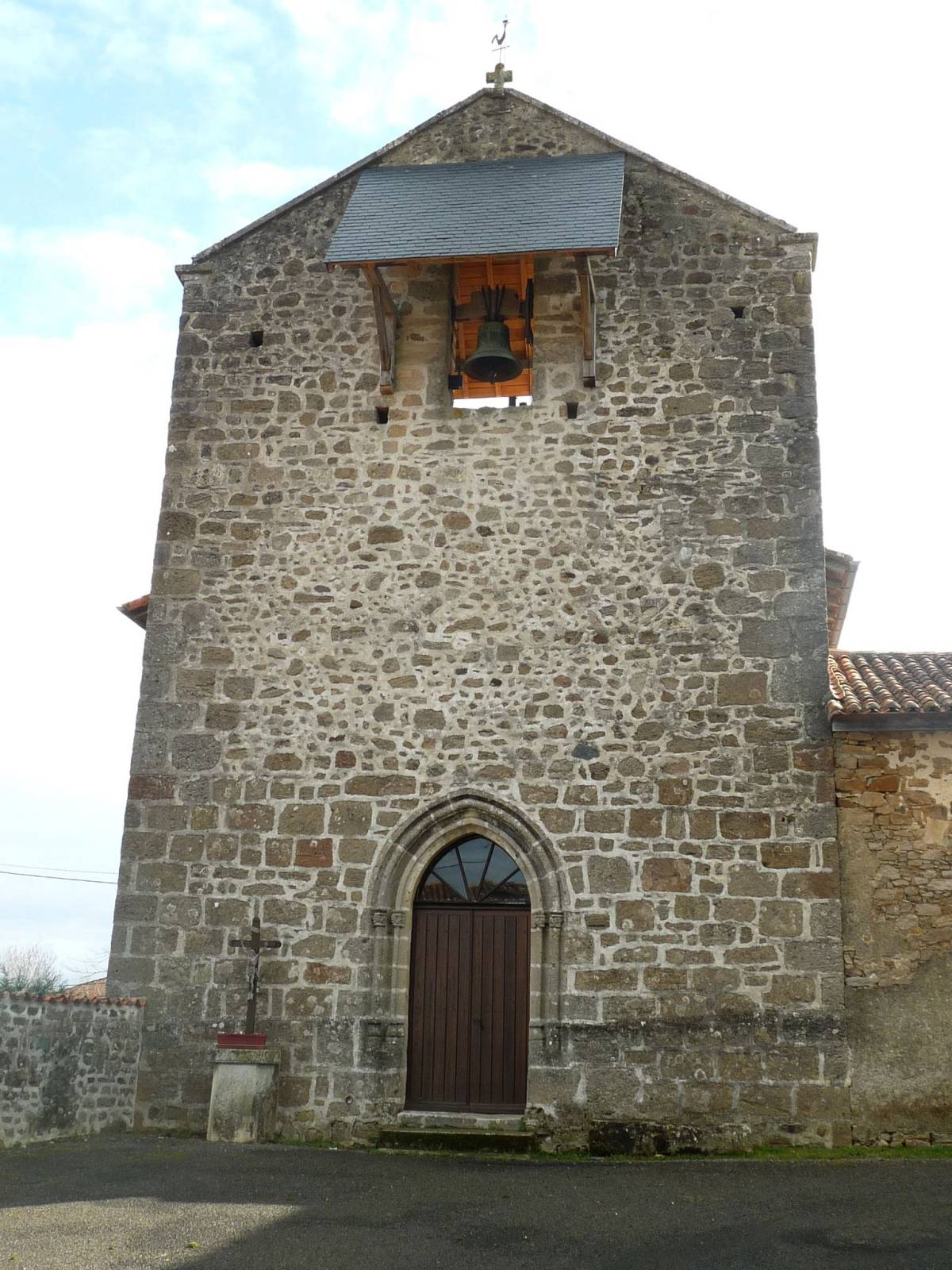
L'église Saint-Sulpice de Mazières.
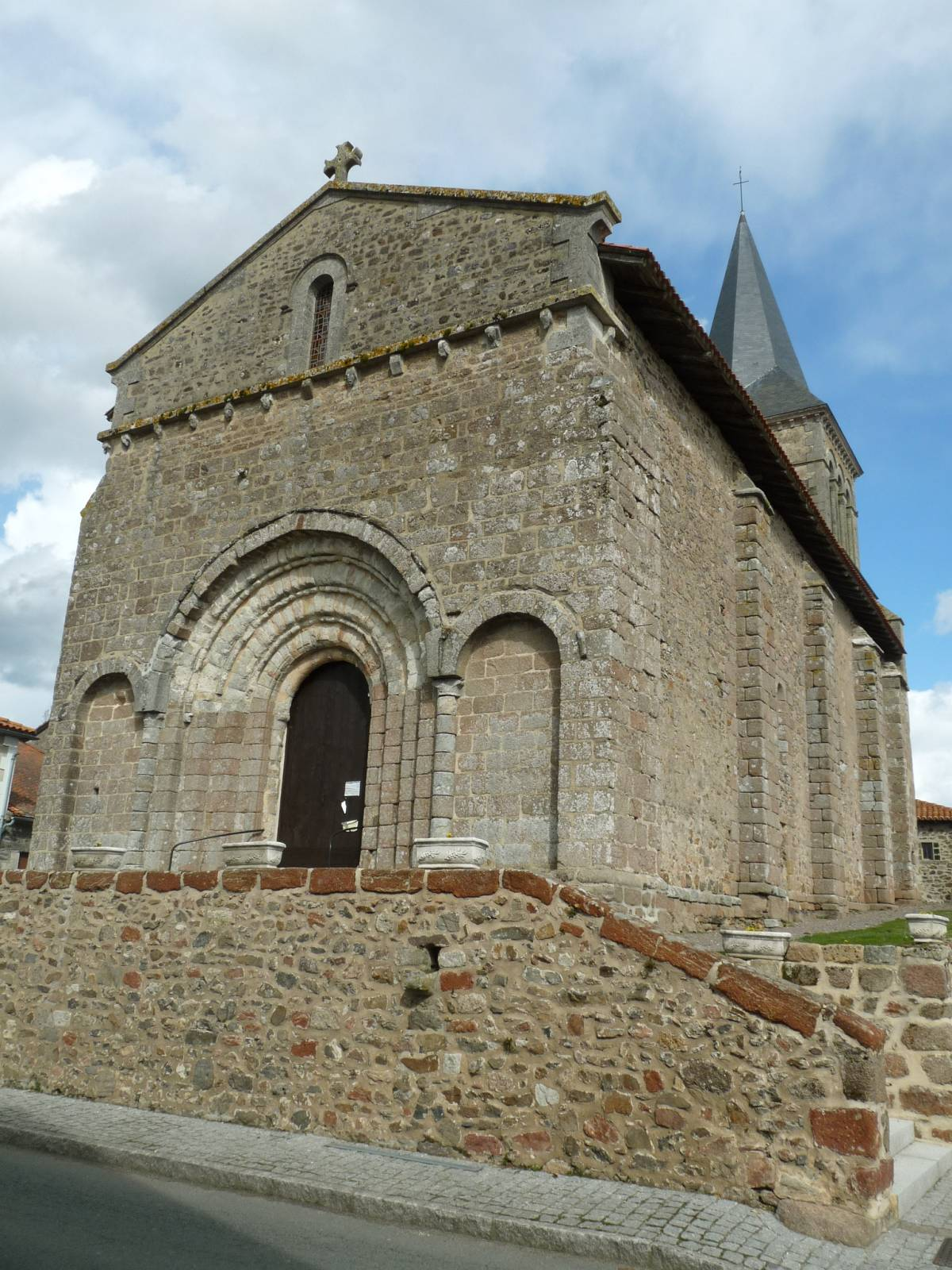
L'église Saint-Pierre de La Péruse.
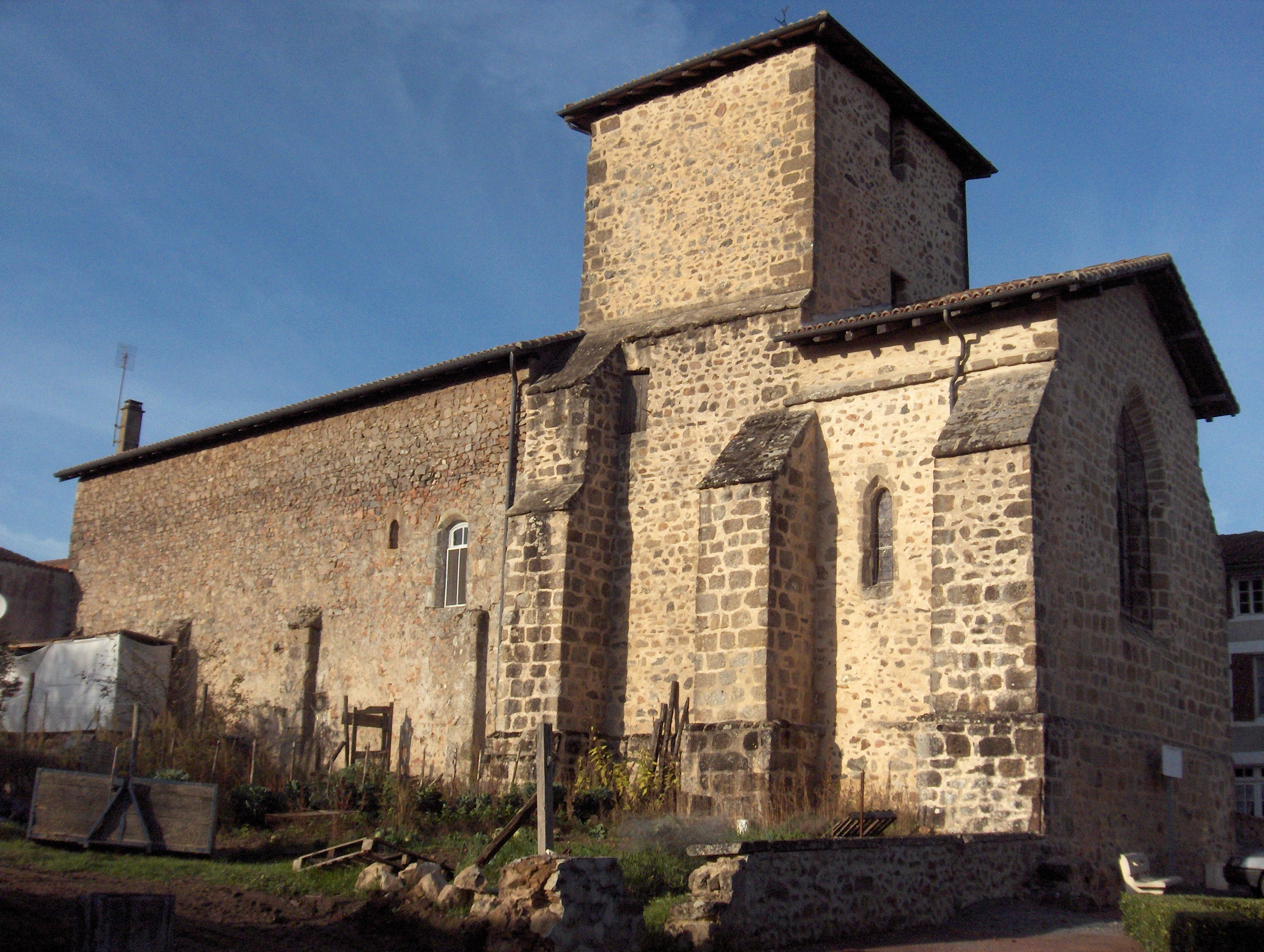
L'église Saint-Genis de Suris.